# Michael Gough (Schauspieler)
Francis Michael Gough (* 23. November 1916 in Kuala Lumpur; † 17. März 2011 in London, England) war ein britischer Schauspieler.

## Leben
Michael Gough wurde als Kind britischer Eltern im heutigen Malaysia geboren. Im Jahr 1936 begann er seine Bühnenkarriere, jedoch trat er erst nach dem Zweiten Weltkrieg in einem Kinofilm, und zwar in Marc Allégrets Technicolor-Farb-Melodram Unruhiges Blut (Blanche Fury) aus dem Jahr 1947, auf. Im nachfolgenden Jahrzehnt verkörperte er vorwiegend historische Rollen in Filmen wie zum Beispiel Anna Karenina oder Richard III. Seit dem Jahr 1958 trat er zunehmend in Horrorfilmen und Kriminalfilmen,  zum Teil auch in den sogenannten Hammer-Filmen auf, wofür er sich durch sein großes und elegantes Erscheinungsbild sowie durch seine prominenten, buschigen Augenbrauen besonders anbot (zum Beispiel gemeinsam mit Peter Cushing und Christopher Lee in Terence Fishers Dracula). In diesem Zusammenhang ist zu erwähnen, dass er auch in zahlreichen B-Movies mitspielte.
In seinen letzten Jahren als aktiver Schauspieler zeichneten sich die von ihm gespielten Rollen besonders durch britische Eleganz und Loyalität aus.  So zum Beispiel als Lord Delamere in Jenseits von Afrika und vor allem in der Rolle als Butler Alfred Pennyworth in den Filmen Batman, Batmans Rückkehr, Batman Forever und Batman & Robin, wodurch er vielen Fans des Franchises rund um den dunklen Ritter auch heute noch bekannt sein dürfte.
im Jahr 1979 erhielt Gough den Tony Award in der Kategorie Bester Nebendarsteller für seine Rolle in Bedroom Farce. Im Jahr 1988 wurde er aufgrund seiner Leistung in Breaking the Code erneut für die diese Auszeichnung nominiert.
Gough war viermal verheiratet, unter anderem mit Schauspielkollegin Anneke Wills. Sein Sohn Simon Gough trat zwischen den Jahren 1965 und 1973 ebenfalls in einigen Kino- und Fernsehfilmen auf.
Michael Gough starb im Jahr 2011 im Alter von 94 Jahren an einer Lungenentzündung. Sein Leichnam wurde eingeäschert und die Asche daraufhin im Ärmelkanal verstreut.

## Filmografie (Auswahl)
- 1946: Androcles and the Lion (Fernsehfilm)
- 1948: Anna Karenina
- 1948: Unruhiges Blut (Blanche Fury)
- 1948: Königsliebe (Saraband for Dead Lovers)
- 1949: Experten aus dem Hinterzimmer (The Small Back Room)
- 1951: Verbrechen ohne Schuld (Blackmailed)
- 1951: Der Mann im weißen Anzug (The Man in the White Suit)
- 1953: Eine Prinzessin verliebt sich (The Sword and the Rose)
- 1954: Rob Roy – Der königliche Rebell (Rob Roy, the Highland Rogue)
- 1955: Richard III.
- 1956: Allen Gewalten zum Trotz (Reach for the Sky)
- 1958: Dracula
- 1958: Des Pudels Kern (The Horse’s Mouth)
- 1959: Das schwarze Museum (Horrors of the Black Museum)
- 1960: Die Abenteuer von Robin Hood (The Adventures of Robin Hood, Fernsehserie, 1 Folge)
- 1961: Konga
- 1961: Leiche auf Urlaub (What a Carve Up)
- 1962: Candidate for Murder
- 1962: Das Rätsel der unheimlichen Maske (The Phantom of the Opera)
- 1963: Picknick um Mitternacht (Tamahine)
- 1964: Simon Templar (The Saint, Fernsehserie, 1 Folge)
- 1964: Die Todeskarten des Dr. Schreck (Dr. Terror’s House of Horrors)
- 1965: Der Schädel des Marquis de Sade (The Skull)
- 1965/1967: Mit Schirm, Charme und Melone (The Avengers, Fernsehserie, 2 Folgen)
- 1966: Alice in Wonderland (Fernsehfilm)
- 1966–1983: Doctor Who (Fernsehserie, 7 Folgen)
- 1967: Sie kamen von jenseits des Weltraums (They Came From Beyond Space)
- 1967: Pride and Prejudice (Fernsehserie, 6 Folgen)
- 1967: Zirkus des Todes (Berserk!)
- 1968: Die Hexe des Grafen Dracula (Curse of the Crimson Altar)
- 1968: Ein Abend … ein Zug (Un soir, un train)
- 1969: Eine Reise mit der Liebe und dem Tod (A Walk with Love and Death)
- 1969: Liebende Frauen (Women in Love)
- 1970: Das Ungeheuer (Trog)
- 1971: Der Mittler (The Go-Between)
- 1971: Die Suche nach den Quellen des Nils (Search for the Nile, Miniserie, 4 Folgen)
- 1971: Schmelztigel des Grauens (The Corpse)
- 1972: Heinrich VIII. und seine sechs Frauen (The Six Wives of Henry VIII)
- 1972: Vincent der Holländer (Vincent the Dutchman, Dokudrama)
- 1973: Tanz der Totenköpfe (The Legend of Hell House)
- 1973: Frankensteins Horrorklinik (Horror Hospital)
- 1974: Sturz der Adler (Fall of Eagles, Miniserie, 1 Folge)
- 1976: Sklavin des Satans (Satan’s Slave)
- 1978: The Boys from Brazil
- 1978: Anklage – Mord (L’Amour en question)
- 1981: Die schwarze Mamba (Venom)
- 1981: Wiedersehen mit Brideshead (Brideshead Revisited, Miniserie, 1 Folge)
- 1982: Inside the Third Reich (Fernsehfilm)
- 1982: Agent in eigener Sache (Smiley's People, Miniserie, 2 Folgen)
- 1983: Die Fahrt zum Leuchtturm (To The Lighthouse, Fernsehfilm)
- 1983: Merlin und das Schwert (The Sword of Merlin, Fernsehfilm)
- 1983: Ein ungleiches Paar (The Dresser)
- 1984: Memed, mein Falke (Memed My Hawk)
- 1984: Top Secret!
- 1984: Oxford Blues
- 1984: Erben der Liebe (Mistral's Daughter, Miniserie, 3 Folgen)
- 1984: Charles Dickens’ Weihnachtsgeschichte (A Christmas Carol, Fernsehfilm)
- 1985: Jenseits von Afrika (Out of Africa)
- 1986: Caravaggio
- 1986–1987: Der kleine Vampir (The Little Vampire, Fernsehserie, 7 Folgen)
- 1987: Maschenka
- 1987: Inspektor Morse, Mordkommission Oxford (Inspector Morse, Fernsehserie, 1 Folge)
- 1987: Das vierte Protokoll (The Fourth Protocol)
- 1988: Die Schlange im Regenbogen (The Serpent and the Rainbow)
- 1989: Ein fast anonymes Verhältnis (Strapless)
- 1989: Batman
- 1989: Rosamunde Pilcher: Die Muschelsucher (The Shell Seekers, Fernsehfilm)
- 1989: Blackeyes: Eine rätselhafte Frau (Blackeyes, Miniserie, 4 Folgen)
- 1991: Agenten auf Abruf (Sleepers, Miniserie, 4 Folgen)
- 1991: Gib’s ihm, Chris! (Let Him Have It)
- 1992: Batmans Rückkehr (Batman Returns)
- 1993: Wittgenstein
- 1993: Zeit der Unschuld (The Age of Innocence)
- 1993: Pesthauch des Bösen (The Hour of the Pig)
- 1994: Geheimnisse (Uncovered)
- 1994: Nostradamus
- 1995: Eine unerhörte Affäre (A Village Affair, Fernsehfilm)
- 1995: Batman Forever
- 1995: Helen Walker – Schatten des Bösen (The Haunting of Helen Walker, Fernsehfilm)
- 1996: Indiana Jones und die Reise mit Dad (Young Indiana Jones: Travels with Father, Fernsehfilm)
- 1997: Batman & Robin
- 1998: Anwältinnen küsst man nicht (What Rats Won’t Do)
- 1998: St. Ives – Alles aus Liebe (St. Ives)
- 1999: Der Kirschgarten (The Cherry Orchard)
- 1999: Sleepy Hollow
- 2005: Corpse Bride – Hochzeit mit einer Leiche (Corpse Bride) (Stimme)
- 2010: Alice im Wunderland (Alice in Wonderland) (Stimme)